# Carole Caldwell-Graebner
Carole Caldwell-Graebner (Pittsburgh, 24 juni 1943 – New York, 19 november 2008) was een tennisspeelster uit de Verenigde Staten van Amerika. Op 11 juli 1964 trouwde zij met de Amerikaanse tennisser Clark Graebner.

## Loopbaan
Caldwell-Graebner stond in de Amerikaanse enkelspel top-10 van 1961 tot en met 1965. Bij het dubbelspel stond zij eerste in 1963. Samen met Nancy Richey won zij enkele dubbelspeltitels, waaronder het US Open (1965) en het Australian Open (1966). In 1964 verloor zij van Maria Bueno de enkelspelfinale van het US Open.
Vier keer (1964, 1965, 1967 en 1971) nam Caldwell-Graebner deel aan het Amerikaanse Wightman Cup-team.
In 1991 ontving Caldwell-Graebner de Sarah Palfrey Danzig Award.
Na haar actieve tenniscarrière was zij commentator voor de radio en televisie, en werkte zij voor het tijdschrift Tennis Week. Ook was zij voorzitter van het Fed Cup-comité en vicevoorzitter van het Wightman Cup-comité.
Graebner stierf op 65-jarige leeftijd in New York aan de gevolgen van kanker.

## Palmares

### WTA-finaleplaatsen enkelspel
| nr.              | finale     | toernooi         | ondergrond | tegenstandster      | score           |
| ---------------- | ---------- | ---------------- | ---------- | ------------------- | --------------- |
| gewonnen finales |            |                  |            |                     |                 |
| 1.               | 1964-05-10 | WTA Los Angeles  | hardcourt  | Billie Jean Moffitt | 7-5, 3-6, 6-1   |
| verloren finales |            |                  |            |                     |                 |
| 1.               | 1960-08-06 | WTA Philadelphia | gras       | Billie Jean Moffitt | 1-6, 0-6        |
| 2.               | 1961-07-09 | WTA Cincinnati   | hardcourt  | Peachy Kellmeyer    | 6-3, 10-12, 5-7 |
| 3.               | 1962-04-09 | WTA Pasadena     | hardcourt  | Billie Jean Moffitt | 3-6, 6-3, 7-9   |
| 4.               | 1963-07-13 | WTA Dublin       | gras       | Billie Jean Moffitt | 4-6, 3-6        |
| 5.               | 1964-09-13 | US Open          | gras       | Maria Bueno         | 1-6, 0-6        |
| 6.               | 1965-07-25 | WTA Haverford    | gras       | Billie Jean Moffitt | 1-6, 2-6        |
| 7.               | 1967-10-02 | WTA Berkeley     | hardcourt  | Françoise Dürr      | 3-6, 3-6        |

### WTA-finaleplaatsen vrouwendubbelspel
| nr.              | finale              | toernooi         | ondergrond | partner             | tegenstandsters                         | score         |
| ---------------- | ------------------- | ---------------- | ---------- | ------------------- | --------------------------------------- | ------------- |
| gewonnen finales |                     |                  |            |                     |                                         |               |
| 1.               | 1960-12-11          | WTA La Jolla     | hardcourt  | Katherine Chabot    | Barbara Browning Maggie Taylor          | 6-2, 6-3      |
| 2.               | 1961-07-09          | WTA Cincinnati   | hardcourt  | Cathie Gagel        | Lynn Haines Peachy Kellmeyer            | 6-4, 8-6      |
| 3.               | 1961-08-05          | WTA Philadelphia | gras       | Billie Jean Moffitt | Edda Buding Belmar Gunderson            | 6-2, 6-3      |
| 4.               | 1962-04-09          | WTA Pasadena     | hardcourt  | Linda Lou Crosby    | Joan Johnson Jeri Shepherd              | 6-3, 6-2      |
| 5.               | 1963-07-13          | WTA Dublin       | gras       | Billie Jean Moffitt | Geraldine Houlihan Eleanor O'Neill      | 6-3, 6-4      |
| 6.               | 1965-09-12          | US Open          | gras       | Nancy Richey        | Billie Jean Moffitt Karen Hantze-Susman | 6-4, 6-4      |
| 7.               | 1965-10-03          | WTA Berkeley     | hardcourt  | Judy Tegart         | Rosie Casals Cecilia Martinez           | 6-1, 6-2      |
| 8.               | 1965-12-07          | WTA Melbourne    | gras       | Nancy Richey        | Margaret Smith Lesley Turner            | 3-6, 6-4, 6-3 |
| 9.               | 1966-01-31          | Australian Open  | gras       | Nancy Richey        | Margaret Smith Lesley Turner            | 6-4, 7-5      |
| verloren finales |                     |                  |            |                     |                                         |               |
|                  | 13 verloren finales |                  |            |                     |                                         |               |

## Resultaten grandslamtoernooien
| Legenda | Legenda                          |
| ------- | -------------------------------- |
| g.t.    | geen toernooi gehouden           |
| l.c.    | lagere categorie                 |
| –       | niet deelgenomen                 |
| G       | uitgeschakeld in de groepsfase   |
| 1R      | uitgeschakeld in de eerste ronde |
| 2R      | uitgeschakeld in de tweede ronde |
| 3R      | uitgeschakeld in de derde ronde  |
| 4R      | uitgeschakeld in de vierde ronde |
| KF      | uitgeschakeld in de kwartfinale  |
| HF      | uitgeschakeld in de halve finale |
| F       | de finale verloren               |
| W       | het toernooi gewonnen            |
| w-v     | winst/verlies-balans             |

### Enkelspel
| Toernooi        | 1959 | 1960 | 1961 | 1962 | 1963 | 1964 | 1965 | 1966 | 1967 | 1968 | 1969 | 1970 | 1971 | 1972 |
| --------------- | ---- | ---- | ---- | ---- | ---- | ---- | ---- | ---- | ---- | ---- | ---- | ---- | ---- | ---- |
| Australian Open | –    | –    | –    | –    | –    | –    | KF   | HF   | –    | –    | –    | –    | –    | –    |
| Roland Garros   | –    | –    | –    | –    | –    | –    | –    | 1R   | –    | –    | –    | –    | –    | –    |
| Wimbledon       | –    | –    | –    | 3R   | 3R   | 4R   | 2R   | –    | 2R   | –    | 2R   | 2R   | –    | 1R   |
| US Open         | 1R   | 2R   | 1R   | 4R   | 4R   | F    | KF   | –    | 4R   | 1R   | 2R   | 2R   | 1R   | –    |

### Vrouwendubbelspel
| Toernooi        | 1965 | 1966 | 1967 | 1968 | 1969 | 1970 | 1971 | 1972 | 1973 |
| --------------- | ---- | ---- | ---- | ---- | ---- | ---- | ---- | ---- | ---- |
| Australian Open | HF   | W    | –    | –    | –    | –    | –    | –    | –    |
| Roland Garros   | –    | –    | –    | –    | –    | –    | –    | –    | –    |
| Wimbledon       | –    | –    | –    | –    | –    | –    | –    | 1R   | –    |
| US Open         | W    | –    | –    | 1R   | 1R   | HF   | –    | –    | 2R   |